# آرشیدوک یوزف آگوست
آرشیدوک یوزف آگوست (مجاری: Habsburg–Lotaringiai József Ágost; آلمانی: Erzherzog Joseph August von Österreich; ۹ اوت ۱۸۷۲ – ۶ ژوئیهٔ ۱۹۶۲) آرشیدوک هابسبورگ-لورن، فیلدمارشال، نایب‌السلطنه مجارستان در نوامبر ۱۹۱۸ و رئیس دولت جمهوری خلق مجار در اوت ۱۹۱۹ بود. در زمان میکلوش هورتی ریاست فرهنگستان علوم مجارستان را بر عهده داشت.